# Pararge nemorum
Pararge nemorum är en fjärilsart som beskrevs av Charles Oberthür 1890. Pararge nemorum ingår i släktet Pararge och familjen praktfjärilar. Inga underarter finns listade i Catalogue of Life.